# Карль, Жиль
Жиль Карль, фр. Gilles Carle, (31 июля 1928 (или 1929), Манивоки, Квебек — 28 ноября 2009, Гранби, Квебек) — франко-канадский кинорежиссёр, сценарист и художник, один из самых влиятельных кинематографистов Квебека.

## Биография
Вырос в рабочем городке Руэн-Норанда в округе Абитиби-Темискаминг. В возрасте 16 лет переехал в Монреаль, где изучал рисование в Монреальском училище изящных искусств (École des beaux-arts), затем в Монреальском училище графики (École des arts graphiques de Montréal).
Получив диплом по литературоведению в Монреальском университете, в 1953 году вместе с группой друзей, в которую входил выдающийся квебекский поэт Гастон Мирон, участвовал в основании издательства «Гексагон» (Hexagone), главной задачей которого была публикация квебекской поэзии. Затем с 1955 года работал графиком на телевидении Radio-Canada. После этого с 1960 г. работал в Национальном управлении кинематографии Канады (fr:Office National du Film du Canada, ONF), сначала в качестве документалиста, затем сценариста, затем сам поставил несколько документальных фильмов, среди которых особенно заметную роль сыграл «Пронзённый на камнях» (Percé on the Rocks, 1964). В 1965 г. поставил первый художественный полнометражный (около 75 мин.) фильм, «Счастливая жизнь Леопольда З.» (fr:La Vie heureuse de Léopold Z.), злоупотребив должностными обязанностями, в рамках которых он был обязан снять всего лишь короткометражный (15-20 мин.) фильм об уборке снега в Монреале.
В 1966 г., получив выговор от работодателя за несанкционированное превращение документальной короткометражки в полнометражный художественный фильм, он покинул Управление кинематографии и поступил на работу в студию Productions Onyx, для которой он поставил по своим же сценариям фильмы «Изнасилование милой молодой девушки», fr:Le Viol d'une jeune fille douce, 1968), «Красный» (Red, 1970) и «Самцы» (fr:Les Mâles, 1971). Затем, вместе с Пьером Лами, в начале 1970-х основал студию Productions Carle-Lamy и в этом же десятилетии поставил фильмы «Подлинный характер Бернадетты» (fr:La Vraie Nature de Bernadette, 1972), «Смерть дровосека» (fr:La Mort d'un bûcheron, 1973) и «Голова Норманды Сент-Онж» (fr:La Tête de Normande St-Onge, 1976). В 1980-е годы поставил фильмы по двум классическим произведениям квебекской литературы: «Семейство Плуфф», (fr:Les Plouffe, 1981) и «Мария Шаделен» (Maria Chapdelaine, 1983).
Для творчества Карля характерны сложные, но тем не менее реалистичные персонажи, точная передача культурных реалий. В его сценариях соединяются такие жанры, как сказка, фэнтези и социальная притча.
Был президентом Общества писателей и театральных композиторов Канады (fr:Société des auteurs et compositeurs dramatiques Canada, SACD Архивная копия от 6 июля 2011 на Wayback Machine) с 1987 по 1992 г., и почётным президентом этого же общества с 1993 по 2009 г.. На этом посту активно защищал интересы членов в переговорах о правах на показ их произведений по телевидению и в театрах.
С 1991 г. страдал болезнью Паркинсона, которая со временем привела сначала к утрате возможности ходить, а затем и к утрате речи. Его спутница Хлоя Сент-Мари (fr:Chloé Sainte-Marie) заботилась о нём и хлопотала о финансовой помощи известному режиссёру перед правительствами Канады и Квебека, но без особого успеха. В ноябре 2009 г., когда после перенесённых инфаркта и пневмонии он не мог даже глотать, его перевезли в больницу, где он и умер в субботу 28 ноября 2009 г. В Квебеке ему организовали похороны национального масштаба в следующую субботу. Отпевание происходило в монреальском соборе Нотр-Дам, что было редким исключением из традиции — обычно из известных людей в этом соборе отпевали политиков.

## Фильмография

### Художественные фильмы
- «Соланж в нашем захолустье», Solange dans nos campagnes (короткометражный, 1964; повторно выпущен в антологии 1964 г. «Три женщины», Trois Femmes)
- «Счастливая жизнь Леопольда З.», fr:La vie heureuse de Léopold Z (1965)
- «Изнасилование милой молодой девушки», Le viol d’une jeune fille douce (1968)
- «Красный», Red (1969)
- «Самцы», Les mâles (1970)
- «Подлинный характер Бернадетты», La vraie nature de Bernadette (1972)
- «Небесные тела», Les corps célestes (1973)
- «Смерть дровосека», La mort d’un bûcheron (1973)
- «Голова Норманды Сент-Онж», La tête de Normande St-Onge (1975)
- «Ангел и женщина», L’ange et la femme (1977)
- «Век машины», L'âge de la machine (Short film, 1977)
- «Фантастика», Fantastica (1980)
- «Семейство Плуфф», fr:Les Plouffe (1981)
- «Мария Шаделен», fr:Maria Chapdelaine (1983)
- «Оса», La guêpe (также Scalp, 1986)
- «Почтальонша», La postière (1992)
- «По ту сторону закона», The Other Side of the Law (1994)
- «Пудинг безработных», Pudding chômeur (1996)

### Документальные фильмы
- Dimanche d’Amérique (короткометражный, 1961)
- Manger (короткометражный, вместе с Луи Портюге, 1961)
- Patinoire (короткометражный, 1962)
- Un air de famille (короткометражный, 1963)
- Natation (короткометражный, 1963)
- Patte mouillée (короткометражный, 1963)
- Percé on the Rocks (короткометражный, 1964)
- Place à Olivier Guimond (короткометражный телефильм, 1967)
- Place aux Jérolas (документальный телефильм, 1967)
- Le Québec à l’heure de l’Expo (короткометражный, 1967)
- Stéréo (короткометражный, 1970)
- Les chevaliers (1971)
- Les chevaux ont-ils des ailes? (короткометражный, 1975)
- Les masques (TV documentary aka Carle — masques, 1978)
- Jouer sa vie (вместе с Камий Кудари, 1982)
- Cinéma, cinéma (вместе с Варнером Нольдом, 1985)
- Ô Picasso (вместе с Камий Кудари, 1985)
- Vive Québec, cité française… ville francophone (1987)
- 50 ans (короткометражный, 1989)
- Le diable d’amérique (1990)
- Montréal off (короткометражный, 1991)
- Moi, j’me fais mon cinéma (1999)

### Телефильмы
- Un hiver brûlant (эпизод сериала La feuille d’érable, 1971)
- A Thousand Moons (1976) (эпизод сериала For the Record)
- Homecoming (также Lonesome Riders, 1979) (эпизод сериала For the Record)
- Le crime d’Ovide Plouffe (мини-телесериал, серии 1-4, 1983) (режиссёром частей 5-6 был Дени Аркан)
- Miss Moscou (1991)
- L’honneur des grandes neiges (1994) (эпизод сериала Aventures dans le Grand Nord)
- Le sang du chasseur (1995) (эпизод сериала Aventures dans le Grand Nord)
- Épopée en Amérique: une histoire populaire du Québec (сериал, 1997)